# Adolphe d'Archiac
Étienne Jules Adolphe Desmier de Saint-Simon, Visconde de Archiac, (Reims, 24 de setembro de 1802 — Paris, 24 de dezembro de 1868) foi um geólogo e paleontólogo francês.
Foi laureado com a medalha Wollaston de 1853, concedida pela Sociedade Geológica de Londres.